# Monopalme

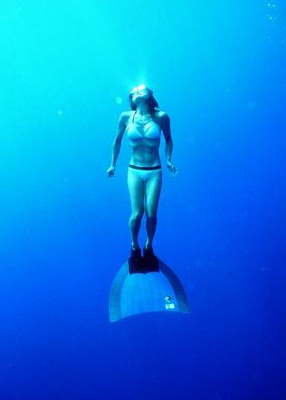
Apnéiste équipée d'une monopalme.

Une monopalme est un type de palme utilisée essentiellement en nage avec palmes et en plongée en apnée, qui prend les deux pieds à la fois et comporte une voilure unique, sur le modèle de la queue des cétacés.

## Description et caractéristiques

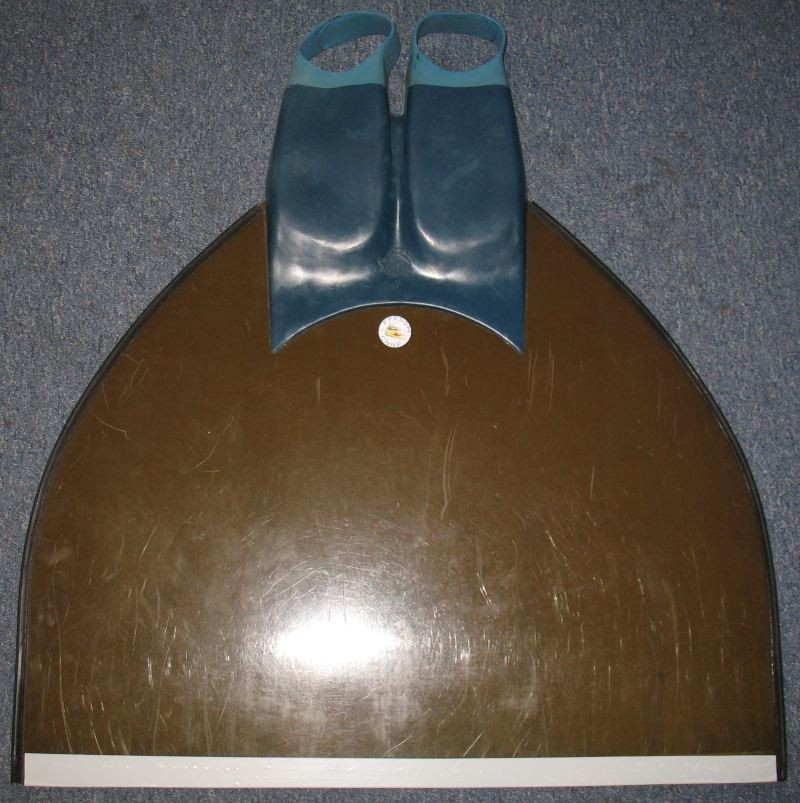
Monopalme plate

Elle comprend une surface unique, la voilure, sur laquelle sont fixés deux chaussons, un pour chaque pied. Ces chaussons sont plus ou moins inclinés par rapport à la voilure afin d'obtenir une amplitude de nage optimale.
La voilure des monopalmes peut être composée de fibre de verre et/ou de fibre de carbone. La puissance musculaire, le style de nage, et le type de discipline pratiquée, déterminent la composition, la taille et les matériaux de la monopalme.
Le mot monopalme peut également désigner la nage en ondulation (dauphin) grâce à ce type de palme. Le nageur en monopalme étend les bras vers l'avant, en posant ses deux poignets l'un sur l'autre tout en passant le pouce de la main supérieure sous la main inférieure, et bloque la tête entre les biceps. Le mouvement d'ondulation débute par une fermeture de la cuisse sur le tronc ce qui entraîne un légère flexion des genoux afin de permettre une plus grande fermeture de la cuisse. S'ensuit une extension de la jambe sur la cuisse ce qui provoque une hyper-extension des chevilles. La voilure est à ce moment pliée à son maximum et va donc restituer toute l'énergie emmagasinée pendant que le bassin remonte.
Les monopalmes ont été inventées en URSS en 1972, par un club de natation ukrainien. Elles sont depuis utilisées pour les compétitions de nage avec palmes depuis cette époque, permettant aux nageurs en monopalme, pour les meilleurs, d'atteindre des vitesses supérieures à 12 km/h.
Les monopalmes peuvent être utilisées pour nager :
- à la surface de l'eau, en piscine ou en milieu naturel,
- sous l'eau sans apport d'air (apnée),
- sous l'eau avec apport d'air fourni par un réservoir d'air comprimé.

A l'inverse, les monopalmes sont déconseillées sur les plages très fréquentées, les piscines privées ou les récifs de corail, car leur grande voilure et la plus grande puissance développée les rend dangereuses et limite la maniabilité à courte distance. 
En faisant onduler la surface de la palme doucement lorsqu'ils sont sous l'eau, les plongeurs en apnée peuvent développer une grande puissance même avec des mouvements de peu d'amplitude ou des mouvements lents. Ceci permet d'économiser de l'énergie et d'améliorer les durées ou distances d'apnée.
Pour différencier les monopalmes des palmes traditionnelles, ces dernières sont parfois appelées bi-palmes.
Les plongeurs ou nageurs utilisant une monopalme sont parfois comparés à l'apparence des sirènes : il existe même des combinaisons fantaisistes recouvrant l'accessoire et imitant des écailles de poisson, utilisées pour certains spectacles touristiques. 
La nage avec palme a été invitée à participer aux Jeux olympiques comme sport de démonstration, Reconnue par le Comité international olympique en 1986.